# عيظومة بحرية
العيظومة البحرية (الاسم العلمي:Ostreopsis marina) هي نوع من الأسناخ الصبغية تتبع جنس العيظومة من فصيلة كييسات النار.